# Paratachardina silvestrii
Paratachardina silvestrii är en insektsart som först beskrevs av Mahdihassan 1923.  Paratachardina silvestrii ingår i släktet Paratachardina och familjen Kerriidae. Inga underarter finns listade i Catalogue of Life.